# آبشار آنجل استیرکیس
آبشار آنجل استیرکیس (به انگلیسی: Angel’s Staircase Falls) آبشاری است که در کانادا واقع شده و ارتفاع کلی ریزشگاه آن ۱٬۰۰۰ فوت (۳۰۰ متر) است.